# Úsman
Úsman (en rus: Усмань) és una ciutat de l'óblast de Lípetsk, a Rússia, que el 2018 tenia 19.956 habitants.

## Història
L'origen d'Úsman es remunta a la creació el 1645 d'un ostrog, que rep el nom del riu proper d'Úsman. Rebé l'estatus de ciutat el 1779.